# Памво Нитријски
Преподобни Памво (IV век) је хришћански повижник и светитељ.
Подвизавао се у Нитријској пустињи у Египту. Монах Антоније Велики је о њему рекао да га је Дух Свети надахнуо страхом Божијим. А Пимен Велики о њему каже: „Видели смо три ствари код оца Памве: глад сваког дана, тишину и шивање. Монах Теодор Студит назвао је светог Памву „високим делом и речју“. На почетку свог монаштва, Свети Памво је чуо стих из 38. Давидовог псалма „Чуваћу путеве своје, ако језиком својим не грешим“. Ове су му речи дубоко утонуле у душу, и увек се трудио да их следи. Стога је на питање о било чему одговарао тек после много размишљања и молитве, плашећи се да каже било шта због чега би се касније покајао. Свети Памво је својим ученицима био узор марљивости. Сваки дан је радио до изнемоглости, једући хлеб зарађен сопственим радом.
Ученици монаха Памве били су велики подвижници: Диоскора (касније епископа јермопољског), Амонија, Јевсевија и Јевтимија, који се помињу у житију светог Јована Златоустог. Једном је монахиња Меланија Римљанка донела светом Памви велику количину сребра за потребе манастира, али он није напустио посао и није ни погледао новац који је она донела. Тек по поновљеним молбама Свете Меланије, дозволио јој је да милостињу коју је донела једном брату да на расподелу по сиромашним манастирима. Свети Памво се одликовао смирењем, али је у исто време веома ценио звање монаха и учио мирјане да поштују монаштво, које се често моли Богу. 
Умро је у 70. години. Причајући братији која је стајала на самртној постељи његовој о врлинама којима је тежио у животу, свети Памво је рекао: „Али, идем ка Господу као да нисам почео да живим угодно и монашки”.
Православна црква помиње преподобног Памва 18, јула.